# ヘキサメチレントリペルオキシドジアミン
ヘキサメチレントリペルオキシドジアミン (hexamethylenetriperoxidediamine, HMTD) は有機過酸化物の一種。高性能爆薬として使用される。
1885年にレグラーによって初めて合成された。理想化された構造は一次爆薬としての用途に適する。非常に衝撃や摩擦に対して敏感な一方で、その時代の他の一次爆薬、雷酸水銀と比べて比較的安定していた。そして比較的安価に合成することができた。鉱山の発破用途としてすぐに取り上げられた。しかしながら、より安定した爆薬であるテトリルによって取って代わられた。
もはやオフィシャルな用途では使われなくなったが、かなりポピュラーな自家製爆弾として使われ続けている。世界中で多くの自爆テロ用途で使われている。2005年のロンドン同時爆破事件でも使用された。『ニューヨーク・タイムズ』は2006年のロンドン航空機テロで使用される予定だった爆薬はHMTDであったと報道した。国内でも2009年2月に札幌市北区の高校1年生がネット通販や量販店で材料を集めて、HMTDを使った爆弾を作り始めていたと報じられた。
HMTDは過酸化水素水とヘキサミンに加えて酸触媒存在下で、合成されうる。他の有機化合物、過酸化アセトンのように、HMTDは衝撃、摩擦、熱に敏感な化合物である。これは自家製造にとって危険な要素である。また、最も一般的な金属に反応し、爆発につながる。そのような危険性からHMTDは現代の商業的、工業的用途からすぐに退いてしまった。